# Fuori dal guscio
Fuori dal guscio  è un romanzo scritto da David Lodge nel 1970.

## Trama
Il libro è diviso in tre parti. Nella prima, Timothy descrive la propria vita di bambino durante il Blitz su Londra nella Seconda guerra mondiale. Nell'episodio più significativo, il rifugio dove egli trova riparo regolarmente assieme alla madre viene colpito dalle bombe e la sua amica d'infanzia muore. Nella seconda parte del romanzo Timothy, ora giovane adolescente, descrive il periodo di privazioni e sacrifici cui la famiglia è sottoposta nel dopoguerra. Kath, la sorella di Timothy, che vive all'estero come impiegata presso l'esercito americano che occupa la Germania, lo invita a passare un periodo nella città di Heidelberg. La terza parte del libro è incentrata sulle avventure di Timothy alle prese con una nuova vita nella città tedesca dove incontra gli amici della sorella e affronta una serie di esperienze che lo faranno definitivamente "uscire dal guscio" in cui si era rifugiato durante l'infanzia.

## Genere
Il titolo originale del libro, Out of the Shelter (Fuori dal rifugio), fa riferimento sia all'episodio avvenuto durante la guerra che alla progressiva evoluzione di Timothy. Le esperienze vissute dal protagonista fanno del libro un esempio di Bildungsroman.

## Origine
È il più autobiografico fra i romanzi di Lodge e riflette in parte il rito di passaggio dell'autore in Heidelberg. Il tono ingenuo della narrazione all'inizio del libro si modifica durante la maturazione del protagonista.
Nella postfazione all'edizione del 1984 l'autore spiega le origini del romanzo e i numerosi problemi incontrati per pubblicare per giungere alla prima pubblicazione.

## Edizioni italiane
- Fuori dal guscio, traduzione di M. Buckwell e R. Palazzi, Collana Letteraria, Milano, Bompiani, 1994, ISBN 978-88-452-2260-3.